# Gaertnerstraße 12, Schönebecker Straße 29, 30

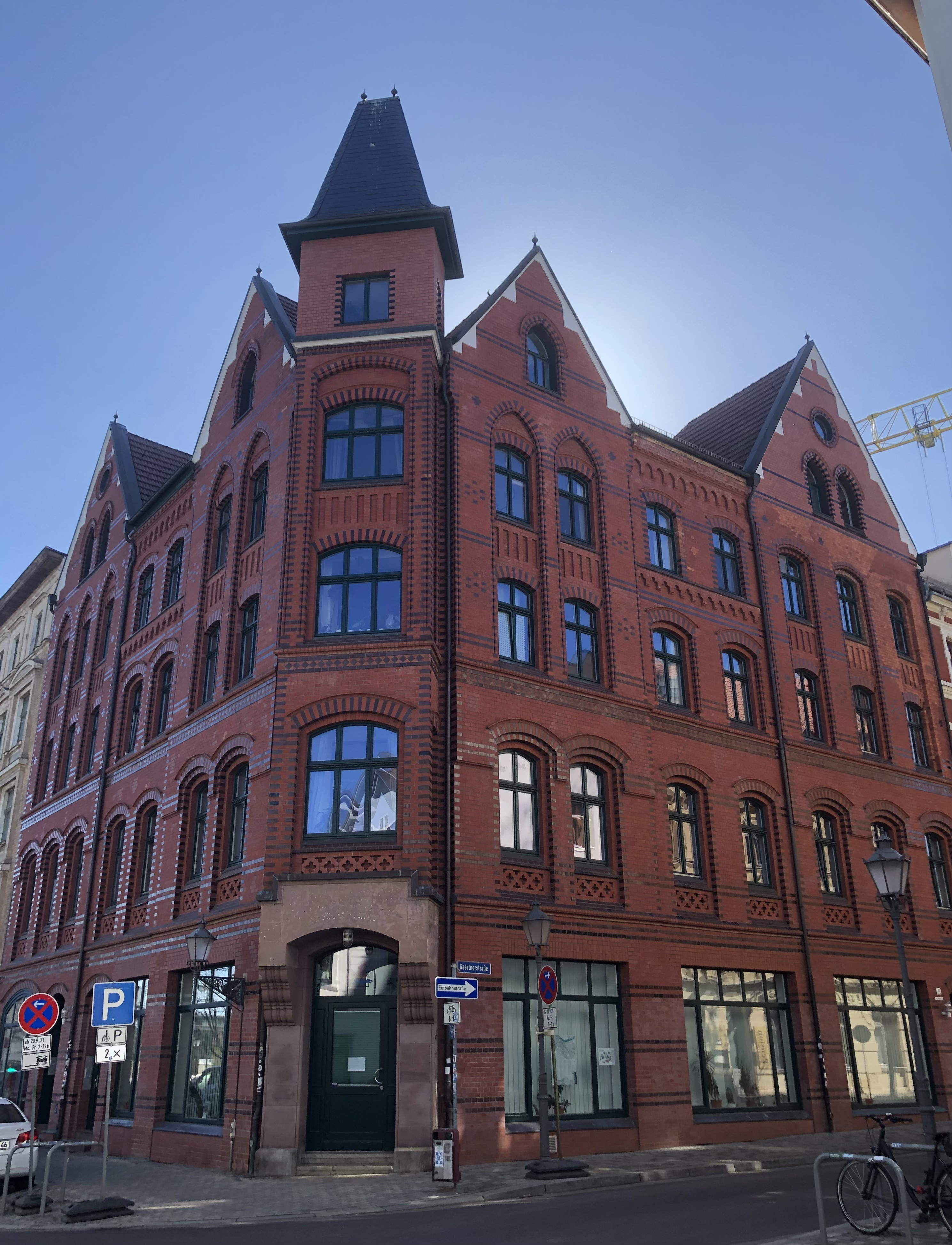
Gaertnerstraße 12, Schönebecker Straße 29, 30 im Jahr 2022

Das Gebäude Gaertnerstraße 12, Schönebecker Straße 29, 30 ist ein denkmalgeschütztes Wohn- und Geschäftshaus in Magdeburg in Sachsen-Anhalt.

## Lage
Das Haus befindet sich in einer markanten Ecklage auf der Südseite der Gaertnerstraße unmittelbar an deren Einmündung zur östlich verlaufenden Schönebecker Straße im Magdeburger Stadtteil Buckau. Westlich des Gebäudes grenzt der gleichfalls denkmalgeschützte Bau Gaertnerstraße 11, südlich die Schönebecker Straße 31 an.

## Architektur und Geschichte
Der viergeschossige Bau entstand im Jahr 1886 im Stil der Neogotik nach einem Entwurf von Christian Andreas Schmidt für den Bauherren G. Schmidt. Die neogotische Gliederung orientiert sich an der Hannoverschen Schule. Die Fassaden des Hauses sind vollständig ziegelsichtig. Die Ecke ist durch einen Turmerker betont, der von einer steilen spitz zulaufenden Haube bekrönt wird. Die Gestaltung der Haube entspricht nicht mehr dem bauzeitlichen Zustand. Die Abweichung wird als ungünstig kritisiert. Die auf beiden Seiten des Turmerkers angrenzenden Fassadenpartien sind als jeweils zweiachsiger flacher Risalit gestaltet. Die Risalite werden von hohen Dreiecksgiebeln abgeschlossen. Weitere ähnlich gestaltete, allerdings dreiachsige Risalite, befinden sich jeweils an den Außenkanten der Fassadenseiten. 
Im örtlichen Denkmalverzeichnis ist das Wohn- und Geschäftshaus unter der Erfassungsnummer 094 17862 als Baudenkmal verzeichnet. Vermutlich versehentlich wurde das Haus darüber hinaus auch unter der Adresse Schönebecker Straße 29, 30 mit der Erfassungsnummer 094 76956 geführt.
Das Haus gilt als städtebaulich bedeutend und ist ein auch architektur- und städtebaugeschichtlich wichtiges Zeugnis für die gründerzeitliche Entwicklung Buckaus zum Industrieort.